# Pokret Zeitgeist
Pokret Zeitgeist ( "The Zeitgeist Movement" ) nije politički pokret. Ne prepoznaje nacije, vlade, rase, religije, vjerovanja ili klase. Pokret Zeitgeist te razlike smatra lažnima i zastarjelima. One su daleko od pozitivnog stvaralačkog čimbenika koji istinski koristi kolektivnom ljudskom rastu i potencijalu. Ipak, osnovna moć tih razlika jest sama politička (korporacijska, religijska i druga) vlast, koja uzrokuje globalnu podjelu, a ne jedinstvo i ravnopravnost, koji su cilj Zeitgeist pokreta.
Iako je važno shvatiti da se sve u životu prirodno kreće, moramo također priznati stvarnost da ljudska vrsta ima sposobnost drastično usporiti i paralizirati napredak, kroz društvene strukture koje su zastarjele, dogmatične (nekritične) i stoga neusklađene sa samom prirodom. Svijet koji danas gledate, pun ratova, korupcije, elitizma, zagađenja, siromaštva, epidemijskih bolesti, iskorištavanja ljudskih prava, nejednakosti i kriminala je rezultat ove paralize. 
Ovaj pokret poziva na širenje svijesti i na evolucijski napredak, kako onaj osobni i društveni, tako i onaj tehnološki i duhovni. Smatra i prepoznaje da je ljudska vrsta na prirodnom putu ka ujedinjenju, odnosno razumijevanju o tome kako priroda djeluje, te kako se čovjek u nju uklapa kao dio univerzalnog odvijanja kojeg nazivamo život. Cilj je revidirati društvo našeg svijeta u skladu s današnjim saznanjima na svim razinama, ne samo stvarajući svijest o društvenim i tehnološkim mogućnostima koje su mnogi naučili kao nemogućima ili protiv „ljudske prirode“, nego također osigurati sredstva da se nadiđu oni elementi u društvu koji podržavaju ove zastarjele sustave.
Pokret Zeitgeist oštro kritizira monetarni sustav koji se temelji na općem dugu, iskorištavanju rada i korupciji. Kritizira i nesposobnost institucija sustava da ponude stvarna održiva rješenja. Probleme svijeta kao što su ekonomske krize, recesije, kriminal, ratovi, siromaštvo i sva društvena moralna iskrivljenja u osnovi ne vidi kao politički problem, već ponajprije kao problem organizacijske i tehničke prirode.
Znakovita je analiza po kojoj je dug svih vlada u svijetu (bez masivnih kućanskih dugova) oko 52 milijarde dolara. Prema tome ispada da je u osnovi cijeli svijet bankrotiran (samo četiri države u svijetu ne duguju drugim državama). Kako može planet kao cjelina dugovati sam sebi ogromne količine novca?! Očito da je to besmislica. Monetarni sustav je zastario i postao je disfunkcionalan.
Važno udruženje, na temelju kojeg su izvedene mnoge ideje ovog pokreta dolaze iz organizacije zvane Projekt Venus („The Venus Project“) koji vodi socijalni inženjer i industrijski dizajner, Jacque Fresco (rođen 1916.) On je gotovo cijeli život radio na stvaranju oruđa potrebnog za ostvarivanje nacrta svijeta koji bi eventualno mogao iskorjeniti rat, siromaštvo, kriminal, društveno raslojavanje i korupciju. Njegove predodžbe nisu radikalne ili kompleksne. One ne nameću osobno tumačenje u njihovom oblikovanju. U ovom modelu društvo je stvoreno kao ogledalo prirode, s predodređenim varijablama.
Sam pokret nije centralizirana konstrukcija, već se temelji na međunarodnoj suradnji na svim razinama. Kao idejna struktura nije smišljen da bi vodio, nego da bi organizirao i obrazovao. 

## Vanjske poveznice
- http://www.zeitgeisthr.co.cc/
- Official Website
- http://www.thevenusproject.com

- Zeitgeist & Zeitgeist: Addendum (Google Video)
- Wiki  Arhivirana inačica izvorne stranice od 25. lipnja 2009. (Wayback Machine), The Zeitgeist Movement Wiki
- http://dotsub.com/view/a34fba0d-4016-4807-b255-021b58dbc9a4 Orientation Presentation

- http://thezeitgeistmovement.com/wiki/index.php/Translation_Projects/Activist_Orientation_Guide/hr%5Bneaktivna+poveznica%5D
- http://www.box.net/shared/j5gvufeua6 Activist Orientation Guide-hr-PDF